# Dukinfield Henry Scott
Pour les articles homonymes, voir Famille Scott (architectes) et Scott.
Dukinfield Henry Scott est un botaniste britannique, né le 28 novembre 1854 à Londres et mort le 29 janvier 1934 à Basingstoke. Il est le fils du grand architecte George Gilbert Scott.

## Biographie
Il commence à étudier l'anatomie des végétaux actuels avant de s'intéresser aux végétaux fossiles et de devenir le chef de file de la paléobotanique.
Il commence ses études à Oxford et passe son doctorat à l’université de Wurtzbourg sous la direction de Julius von Sachs (1832-1897). Sa thèse, publiée en 1881, porte sur la physiologie végétale. En 1882, il devient assistant de Daniel Oliver (1830-1916) à l'University College de Londres. À partir de 1885, il travaille sous Thomas Henry Huxley (1825-1895) à l'École normale des sciences. En 1892, il est nommé directeur de recherche au laboratoire Jodrell des jardins botaniques royaux de Kew.
Il est fait membre de la Royal Society en 1894 et dirige la Société linnéenne de Londres de 1908 à 1912. Il est lauréat de la Royal Medal en 1906, la médaille linnéenne en 1921, la médaille Darwin en 1926 et la médaille Wollaston en 1928.
Parmi ses ouvrages, signalons : Studies in Fossil Botany (1900), Introduction to Structural Botany (1894), The Present Position of Paleobotany (1906), Extinct Plants and Problems of Evolution (1924), etc.
Scott étudie les végétaux fossiles et démontre que les Gymnospermes dérivent des fougères. Il rassemble une collection de plus de 3 000 fossiles de plantes du Carbonifère.